# Mando Central de los Estados Unidos
El Mando Central de los Estados Unidos (en inglés: United States Central Command, USCENTCOM), ubicado en la Base Aérea MacDill, Tampa, Florida, es un comando unificado de seguridad responsable de los intereses de Estados Unidos en 27 naciones que se extienden desde el Cuerno de África a través de la región del Golfo Pérsico, en Asia Central. USCENTCOM es uno de los nueve comandos unificados en el Departamento de Defensa de Estados Unidos. El comando se activó en enero de 1983 como la sucesora de la de Fuerza de despliegue rápido de tarea conjunta. Este organismo de defensa mantiene una presencia significativa hacia adelante en el AOR compuesta de tropas de combate de los cuatro servicios, está compuesta de elementos del Ejército de los Estados Unidos, la Infantería de Marina de los Estados Unidos, la Marina, Fuerza Aérea y Comando de Operaciones Especiales de los Estados Unidos.

## Unidades subordinadas

### Joint Intelligence Center - CENTJIC Centro Conjunto de Inteligencia - CENTJIC
- US Army Forces Central Command (ARCENT) en el Comando Central de las Fuerzas del Ejército de Estados Unidos (ARCENT) en el Fuerte McPherson, GA. McPherson, Georgia.
- US Air Forces Central Command (AFCENT) en Shaw AFB, Comando Central de las Fuerzas Aéreas de los Estados Unidos (AFCENT) en la Base Aérea Shaw, Carolina del Sur
- US Naval Forces Central Command (NAVCENT) Fuerzas Navales de los Estados Unidos, Comando Central (CENTNAV) en Baréin
- US Marine Corps Forces Central Command (MARCENT) en Camp HM Smith, HI Fuerzas de Estados Unidos, Cuerpo de Marines Comando Central (MARCENT) en el campamento HM Smith, HI
- US Special Operations Central Command (SOCCENT) at MacDill AFB, Tampa, FL Comando Central de Operaciones Especiales de Estados Unidos (SOCCENT) en la Base Aérea MacDill, Tampa, FL

### Comando de África
El 6 de febrero de 2007, el presidente Bush y el secretario de Defensa, Robert Gates, anunciaron la creación del Comando de África. AFRICOM tiene la responsabilidad de todo el continente de África, excepto Egipto, y las islas circundantes. AFRICOM asumió la responsabilidad de Etiopía, Eritrea, Kenia, Somalia y Sudán, todos los cuales habían estado en zona de responsabilidad del CENTCOM. El 1 de octubre de 2008, el Departamento de Defensa transfirió la responsabilidad de Sudán, Eritrea, Etiopía, Kenia, Somalia y Yibuti al comando recién creado. Egipto, el hogar de ejercicio brillante de la estrella, el Departamento de Defensa más grande del recurrente ejercicio militar, permaneció en el Área de Responsabilidad del USCENTCOM.

## Misión
Con socios nacionales e internacionales, el Comando Central de los Estados Unidos promueve la cooperación entre las naciones, responde a las crisis, y disuade las derrotas estatales y no agresiones estatales, además apoya el desarrollo en su reconstrucción necesaria, a fin de establecer las condiciones para la seguridad regional, la estabilidad y la prosperidad.

## Lista de comandantes
| No.                   | Imagen | Nombre                          | Servicio                            | Inicio                  | Fin                     |
| --------------------- | ------ | ------------------------------- | ----------------------------------- | ----------------------- | ----------------------- |
| 1.                    |        | general Robert Kingston         | Ejército de Estados Unidos          | 1 de febrero de 1983    | 27 de noviembre de 1985 |
| 2.                    |        | general George B. Crist         | Cuerpo de Marines de Estados Unidos | 27 de noviembre de 1985 | 23 de noviembre de 1988 |
| 3.                    |        | general H. Norman Schwarzkopf   | Ejército de Estados Unidos          | 23 de noviembre de 1988 | 9 de agosto de 1991     |
| 4.                    |        | general Joseph P. Hoar          | Cuerpo de Marines de Estados Unidos | 9 de agosto de 1991     | 5 de agosto de 1994     |
| 5.                    |        | general J. H. Binford Peay III  | Ejército de Estados Unidos          | 5 de agosto de 1994     | 13 de agosto de 1997    |
| 6.                    |        | general Anthony Zinni           | Cuerpo de Marines de Estados Unidos | 13 de agosto de 1997    | 6 de julio de 2000      |
| 7.                    |        | general Tommy Franks            | Ejército de Estados Unidos          | 6 de julio de 2000      | 7 de julio de 2003      |
| 8.                    |        | general John Abizaid            | Ejército de Estados Unidos          | 7 de julio de 2003      | 16 de marzo de 2007     |
| 9.                    |        | Almirante William J. Fallon     | Armada de Estados Unidos            | 16 de marzo de 2007     | 28 de marzo de 2008     |
| (Interino).           |        | teniente general Martin Dempsey | Ejército de Estados Unidos          | 28 de marzo de 2008     | 31 de octubre de 2008   |
| 10.                   |        | general David Petraeus          | Ejército de Estados Unidos          | 31 de octubre de 2008   | 30 de junio de 2010     |
| (Segundo Comandante). |        | teniente general John R. Allen  | Cuerpo de Marines de Estados Unidos | 30 de junio de 2010     | 11 de agosto de 2010    |
| 11.                   |        | general James Mattis            | Cuerpo de Marines de Estados Unidos | 11 de agosto de 2010    | 23 de marzo de 2013     |
| 12.                   |        | general Lloyd Austin            | Ejército de Estados Unidos          | 23 de marzo de 2013     | 30 de marzo de 2016.    |
| 13.                   |        | general Joseph Votel            | Ejército de Estados Unidos          | 30 de marzo de 2016     | (Presente).             |

## Historia e intervenciones

### Creación
(USCENTCOM) fue creado 1 de enero de 1983. Como su nombre lo indica, USCENTCOM cubre la "central" área del globo situado entre los comandos de Europa y el Pacífico. Cuando la crisis de los rehenes en Irán y la participación soviética en la Guerra de Afganistán subrayó la necesidad de fortalecer los intereses de Estados Unidos en la región, el presidente Jimmy Carter estableció el Despliegue Rápido de la Fuerza de Tarea Conjunta (RDJTF) en marzo de 1980. Para proporcionar una solución más fuerte y duradera en la región, el presidente Ronald Reagan tomó medidas para transformar la RDJTF en un comando unificado permanente durante un período de dos años. El primer paso fue hacer la independencia de los Estados Unidos, preparación de comandos en la RDJTF, seguido por la activación del comando en enero de 1983. La superación de las percepciones escépticas de que el comando siguiera siendo un RDJTF en todos menos en el nombre, diseñado para apoyar una estrategia de la Guerra Fría, se tomó el tiempo. La guerra entre Irán e Irak subrayo claramente las crecientes tensiones en la región, y cambios como operaciones mineras iraníes en el Golfo Pérsico dio lugar a operaciones de combate de primera de dicho comando central.

### LaGuerra del Golfo
A finales de 1988, la estrategia regional siguió centrándose en la amenaza potencial de una invasión masiva soviética de Irán. El nuevo Comandante en Jefe del CENTCOM, el general H. Norman Schwarzkopf, estaba convencido de que el cambio climático internacional asumía este escenario mucho menos probable. Él comenzó a centrar su atención en la posible aparición de una nueva amenaza regional - Saddam Hussein de Irak - y tradujo estas preocupaciones en el verano de 1990. Había una extraña similitud entre las secuencias de comandos de ejercicio y el movimiento del mundo real de las fuerzas iraquíes, que culminó en la invasión de Kuwait por parte de Irak en los últimos días del ejercicio. El presidente George H. W. Bush respondió con rapidez. Un despliegue oportuno de las fuerzas y la constitución de una coalición para invadir Irak disuadido por Arabia Saudita, y el comando comenzó a centrarse en la liberación de Kuwait. La acumulación de fuerzas continuó y reforzada por la Resolución 678, que pidió a las fuerzas iraquíes salir de Kuwait. El 17 de enero de 1991, Estados Unidos y las fuerzas de la coalición lanzaron la Operación Tormenta del Desierto con una campaña de interacción aérea masiva, que preparó el escenario de un asalto por tierra de la coalición. El objetivo principal de la coalición, la liberación de Kuwait, se logró el 27 de febrero, y a la mañana siguiente, un cese al fuego fue declarado, a sólo cien horas después del comienzo de la campaña terrestre.

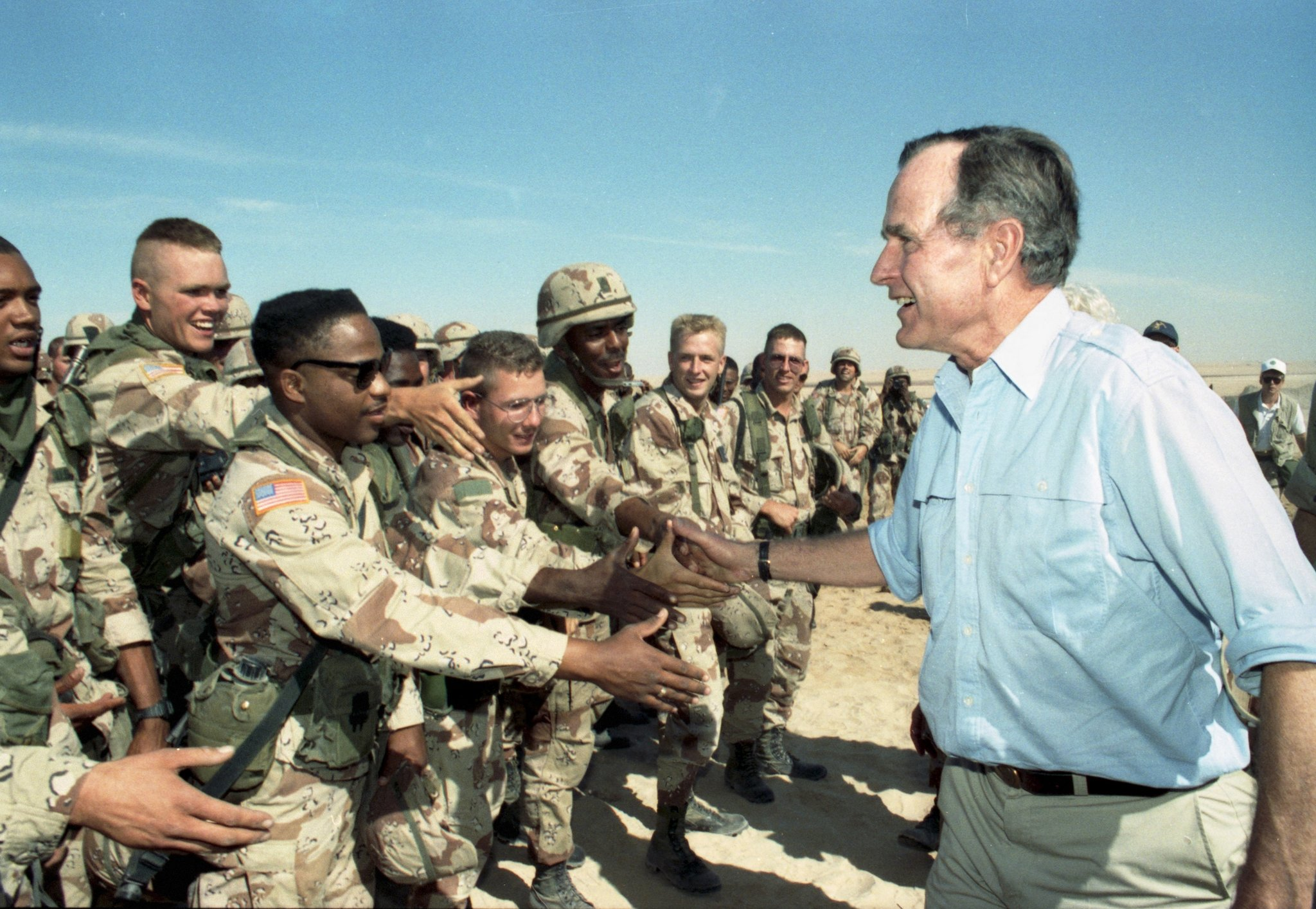
El presidente George Bush visita las tropas de los Estados Unidos en Arabia Saudita (1990).

El fin de las hostilidades formales con Irak no trajo una instancia final a los kurdos y obligó a no sobrevolar dicha zona a los iraquíes, al norte del paralelo 36º antes de abril de 1991. La Operación Comfort Provide, implementada para proporcionar asistencia humanitaria a los kurdos y hacer cumplir una prohibición de vuelos en "zona de Irak, al norte del paralelo 36, se inició en abril de 1991. En agosto de 1992, la Operación Viglancia del Sur comenzó en respuesta al incumplimiento de Saddam con la Resolución 688 que condenó la brutal represión de civiles iraquíes en el sureste de Irak. Bajo el mando y control de la Fuerza de Tarea Conjunta del suroeste de Asia, las fuerzas de la coalición ejecutaron esta operación en una zona de exclusión aérea al sur del paralelo 32. En enero de 1997, Operación Vigilancia del Norte sustituye proporcionar comodidad, con un enfoque en el norte de hacer cumplir la zona de exclusión aérea. A lo largo de la década, las operaciones de USCENTCOM como Vigilante Guerrero, Centinela Vigilante, Desert Strike, Desert Thunder (I y II), y Zorro del Desierto respondiron a las amenazas planteadas por el Irak de sus vecinos o se ha tratado de hacer cumplir las resoluciones del Consejo en la cara de la continua intransigencia de Saddam.

### Intervención en Somalia
La década de 1990 también trajo problemas importantes en la nación del este africano de Somalia, así como de la creciente amenaza del terrorismo regional. Para evitar una hambruna generalizada en la cara de la guerra de clanes, el comando respondió en 1992 con la Operación Proveer Alivio para suministrar asistencia humanitaria a Somalia y el noreste de Kenia. La Operación Restaurar la Esperanza (Operation Restore Hope) del CENTCOM apoyó la Resolución 794 y una Fuerza Multinacional de Tareas Unificada proporcionaron seguridad hasta que la ONU creó la UNOSOM II en mayo de 1993.

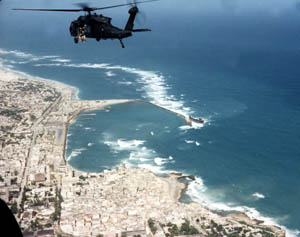
El helicóptero de Mike Durant Super 64, dirigiéndose a Mogadiscio (Somalia)

En octubre de dicho año la Operación Restore Hope se complicó debido a que militares de las fuerzas especiales de los Estados Unidos debieron rescatar a militares que habían caído en la ciudad de Mogadiscio debido al impacto de granadas propulsadas por cohetes que dieron en dos helicópteros UH-60 Black Hawk, estos RPG fueron lanzadas por parte de milicianos somalíes, uno de los militares rescatados que permanecía como rehén de la guerrilla somalí fue el piloto Mike Durant.[cita requerida] Esta misión se llamó Operación Serpiente Gótica u Operación Gothic Serpent. A pesar de cierto éxito UNOSOM II en el campo, la situación empeoró en Mogadiscio, y una serie de estallidos de violencia llevó finalmente el presidente Bill Clinton a ordenar la retirada de todas las tropas de Estados Unidos de Somalia.

### Guerra contra el terrorismo
A lo largo de la década posterior a la Guerra del Golfo, los atentados terroristas han tenido un impacto importante en las fuerzas del USCENTCOM en la región. Frente a los ataques como los atentados de 1996 contra las Torres Khobar, en la que murieron 19 aviadores americanos, el comando lanzó la Operación Desert Focus, orientadas a situar instalaciones estadounidenses a otros lugares más defendibles (como la base aérea del príncipe sultán), reducir la avanzada de Estados Unidos (es decir su "huella") mediante la eliminación de palanquillas no esenciales, y los dependientes regresarlos a los Estados Unidos.
En 1998 los terroristas atacaron las embajadas de Estados Unidos en Kenia y Tanzania, matando a 250 personas, entre ellos 12 estadounidenses. El ataque ocurrió en octubre del 2000 contra el USS Cole, causando la muerte de 17 marineros estadounidenses, dicho acto terrorista está vinculado a Al Qaeda con Osama bin Laden.

#### Ataques del11-SyGuerra de Afganistán
Los ataques terroristas en suelo estadounidense el 11 de septiembre de 2001 condujo al presidente George W. Bush a declarar una guerra contra el terrorismo internacional. El USCENTCOM pronto lanzó la Operación Libertad Duradera para expulsar al gobierno talibán en Afganistán, que fue refugio de Al Qaeda, de campamentos de entrenamiento de terroristas y la represión de la población afgana.

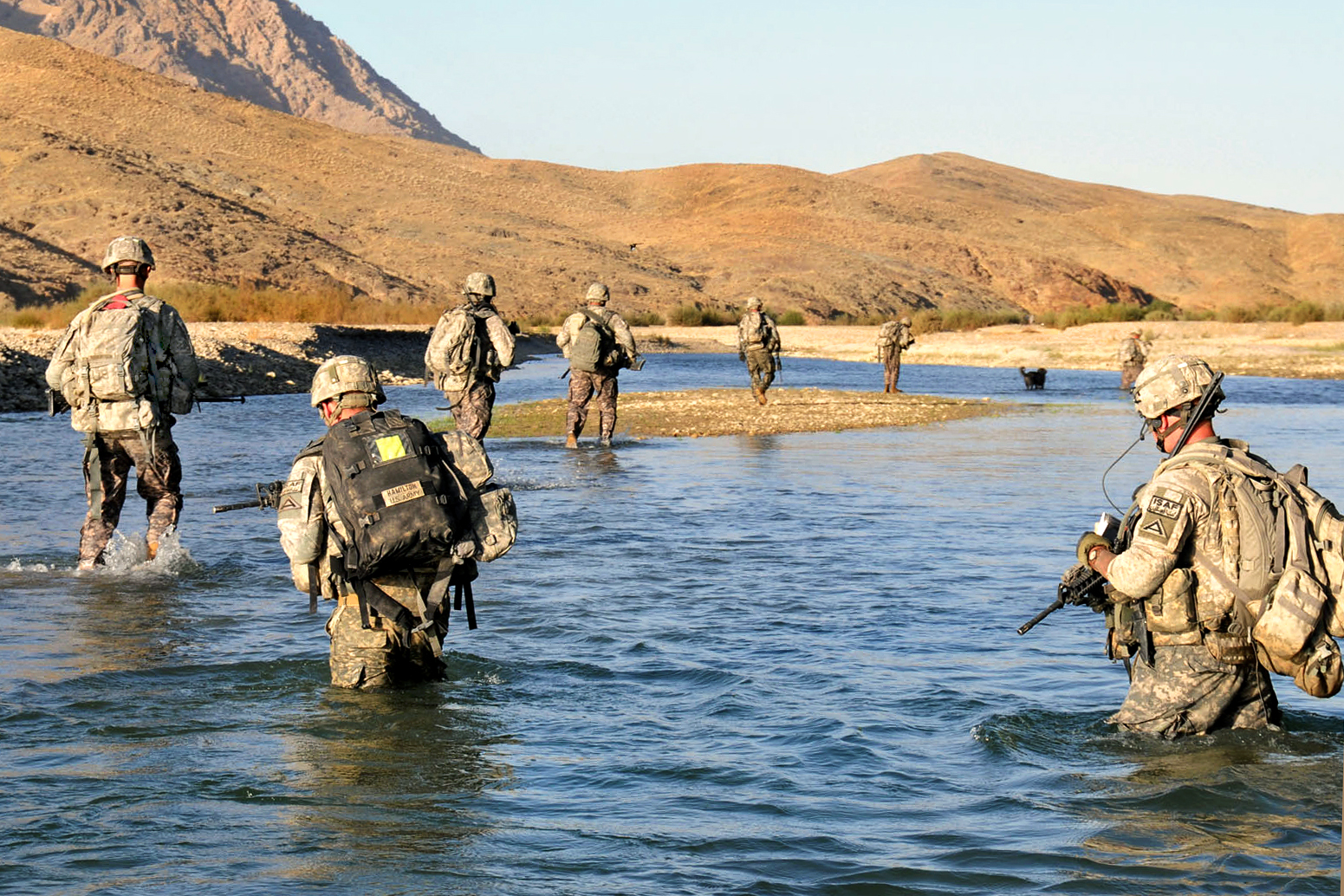
Soldados estadounidenses cruzando el río Arghandab (Afganistán)

En la invasión, Estados Unidos y Reino Unido llevaron a cabo la campaña de bombardeo aéreo, con fuerzas terrestres proporcionadas fundamentalmente por la Alianza del Norte. En 2002, fue desplegada la infantería estadounidense, británica y canadiense, avanzando con fuerzas especiales de varias naciones aliadas como Australia. Posteriormente se sumaron las tropas de la OTAN y las restantes que compusieron la Fuerza Internacional de Asistencia para la Seguridad (o ISAF en sus siglas en inglés).
El ataque inicial sacó a los talibanes del poder, pero estos recobraron fuerza. Desde entonces la guerra ha tenido menos éxito de lo esperado en cuanto al objetivo de restringir el movimiento de Al Qaeda. Desde 2006, se ve amenazada la estabilidad en Afganistán debido al incremento de la actividad insurgente liderada por los talibanes, los altos registros de producción ilegal de droga, y un frágil gobierno con poco poder fuera de Kabul.
En el 2009 asumió la presidencia del Gobierno de los Estados Unidos el demócrata Barack Obama, una de sus primeras decisiones fue aumentar el número de tropas y destinar restando las que estaban asentadas en Irak para la guerra en Afganistán, posteriormente decidió reemplazar al general David McKiernan por el estratega Stanley McChrystal para obtener mejores resultados en dicha guerra, pero debido a polémicas declaraciones de McKiernan este último fue expulsado y reemplazado por el anterior comandante del CENTCOM, el general David Petraeus.
El general Petraeus basó su política de guerra en la guerra de percepciones de la que no se basa en la acción militar básicamente sino en influir en las mentes de los enemigos y los afganos oponentes al gobierno del presidente afgano Hamid Karzai.
Uno de los objetivos alcanzados durante la guerra por los estadounidenses fue el hallazgo y con ello la muerte del líder saudí Osama Bin Laden en la localidad paquistaní de Abbottabad.
A pesar de haber llevado a cabo la operación con éxito, la guerra aún continua y se cree que los Estados Unidos abandonarían Afganistán en 2014 dejando la guerra en manos de las autoridades afganas.

#### Guerra de Irak
A raíz de 9-11, la comunidad internacional encontró continua falta de cooperación de Saddam Hussein con el Consejo de Seguridad de las Naciones Unidas (CSNU). La Operación Libertad Iraquí comenzó el 19 de marzo de 2003.

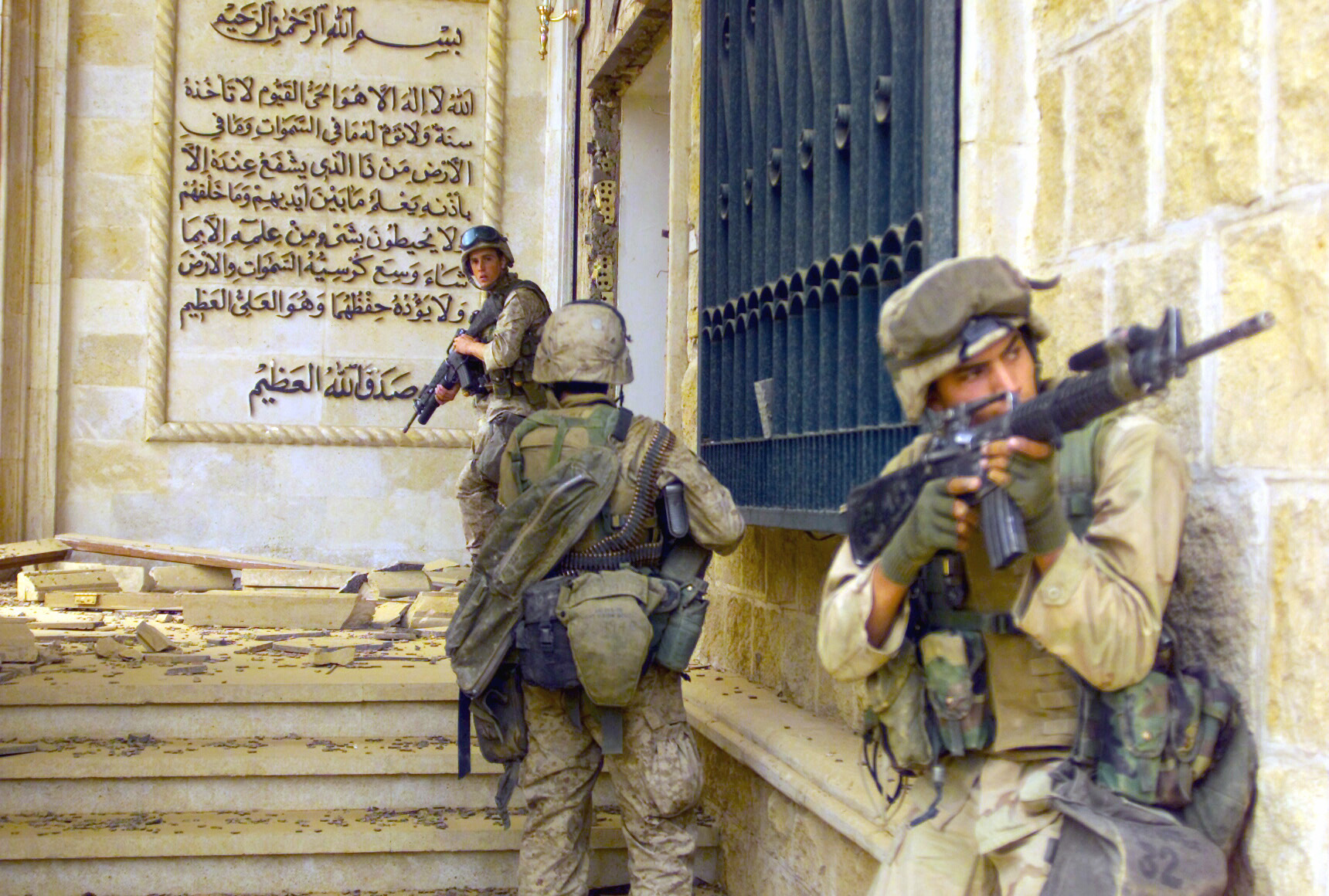
Marines estadounidenses en el palacio de Saddam durante la invasión de Irak en el año 2003.

Después de la derrota de ambos, el régimen talibán en Afganistán (9 de noviembre de 2001) y el gobierno de Saddam Hussein en Irak (8 de abril de 2003), USCENTCOM ha seguido proporcionando seguridad a los nuevos gobiernos elegidos libremente en esos países, la realización de las operaciones de contrainsurgencia y la asistencia de acogida las fuerzas de seguridad nacional para proveer a su propia defensa.
Esta invasión se inicia cuando Estados Unidos organizó una coalición multinacional para la invasión de Irak, compuesta por unidades de las fuerzas armadas de los propios Estados Unidos, el Reino Unido, y contingentes menores de Australia, España, Dinamarca, Polonia y otros estados.
La principal justificación para esta operación que ofrecieron el presidente de los Estados Unidos, George W. Bush, y sus aliados en la coalición fue la afirmación de que Irak poseía y estaba desarrollando armas de destrucción masiva (ADM), violando un convenio de 1991. Funcionarios de los Estados Unidos sostuvieron que Irak planteaba una inminente, urgente e inmediata amenaza a los Estados Unidos, su pueblo, aliados, y sus intereses.
En septiembre de 2010 el presidente de los Estados Unidos, Barack Obama anuncio la retirada parcial de las tropas estadounidenses y anunció el fin de la guerra en Irak, con el fin de la guerra se pasaría a una operación de entrenamiento de soldados iraquíes (a cargo de 50.000 soldados de los Estados Unidos) centrados en la lucha contra el terrorismo islámico y la insurgencia iraquí, esta operación recibió como nombre Operación Nuevo Amanecer, luego de la ocupación militar las tropas estadounidenses se retiraron el 18 de diciembre, adelantando la fecha de retirada así el presidente Obama quien la tenía prevista para el 31 de diciembre de tal año.

#### Guerra contra el grupo Estado Islámico
El 8 de agosto de 2014 Estados Unidos entró en guerra contra Estado Islámico. Lo hizo a través de apoyo aéreo y no terrestre debido a que según los argumentos del presidente Barack Obama no deseó repetir los acontecimientos de la guerra de Irak. Según Obama, Estados Unidos no debía quedarse indiferente ante la petición de ayuda de Irak ante los hechos sangrientos y debía realizar dichas acciones bélicas con el fin de proteger a las minorías cristianas y yazidis y además de proteger los establecimientos y bases militares estadounidenses asentadas en Irak.
El 10 de septiembre de 2014 Obama le declaró la guerra a Estado Islámico y anunció la creación de una coalición internacional con el fin de actuar contra Estado Islámico.
El 22 de septiembre de 2014, Estados Unidos bombardeó a la capital de Estado Islámico en Siria, conocida como Raqqa.

## Ayuda humanitaria
A partir de octubre de 2002, el comando realizó operaciones en el Cuerno de África para ayudar a las naciones de acogida de la lucha contra el terrorismo, establecer un entorno seguro, y fomentar la estabilidad regional. Estas operaciones principalmente toman la forma de asistencia humanitaria, gestión de las consecuencias, y una variedad de programas de acción cívica.
El comando también se ha mantenido listo para proporcionar alivio de desastres en toda la región, con sus operaciones de socorro más reciente en respuesta a octubre de 2005 del terremoto de Pakistán y la evacuación a gran escala de los ciudadanos estadounidenses del Líbano en 2006.